# Baiona, Pontevedra
Baiona (Tiếng Galician: Baiona; Tiếng Tây Ban Nha: Bayona) là một đô thị trong tỉnh Pontevedra, Galicia, Tây Ban Nha.